# SUNDAY MUSIC MARKET
『SUNDAY MUSIC MARKET』（サンデー・ミュージックマーケット）は、FM802で放送されていたラジオ番組。

## 概要
FM802開局と同時に始まった番組。
アクティブなリスナーがリラックスして過ごす日曜朝のプログラムとして、洋・邦楽を最新ヒット曲からフューチャー・ヒッツまで音楽情報と共にオンエアしていた。また、映画やイベント、本、旅行などの情報も紹介していた。
2006年9月24日をもって終了。後続番組は『SUPERFINE SUNDAY』。

## 放送時間
- 日曜 9:00 - 12:00 （1989年6月 - 1991年9月）[3]
- 日曜 8:00 - 12:00 （1991年10月 - 1993年9月）[3]
- 日曜 7:00 - 12:00 （1993年10月 - 2006年9月）[3]

## DJ
- ジーン長尾（1989年6月 - 1993年9月）[3]
- 中村清美（1993年10月 - 1994年9月）[3]
- 小田靜枝（1994年10月 - 1997年9月）[3]
- 土山和子（1997年10月 - 1999年9月）[3]
- 岡本祐佳（1999年10月[4] - 2002年3月）
- 池田なみ子（2002年4月 - 2006年9月）

## 主なコーナー

### 本番組終了時
MUSE COLLECTION
7:00 - 8:00
洋楽をオンエアするほか、毎週洋楽グッズが抽選でプレゼントされた。
1994年10月スタートのコーナー。スタート当初の放送枠は11:00 - 12:00。過去、村田機械（MURATEC）（1994年10月 - 1995年9月）→ ツーカーホン関西（1995年10月から）が提供していた。
KUBOTA NATURE COLOR COLLECTION
8:15 - 8:45
クボタ提供。「EEL THE NATURE」をテーマとした心地よい音楽をオンエアしていた。
CRUISING COLLECTION
10:00 - 10:45
1週間にリリースされたアルバム情報や、アーティスト・ミニ特集を紹介する。
NISSAN URBAN COLLECTION
日産自動車提供。2004年10月から。以下のコーナー構成で行なっていた。当番組終了後は『SUPERFINE SUNDAY』に引き継がれた。
NISSAN SHIFT the music - 時代とともに生まれ変わるカバー・リミックスからナンバーを紹介する。
NISSAN URBAN EYES - 関西を中心にお勧めする道をピックアップする。

### 終了時以前のコーナー
TOYOTA CALIFORNIA CLASSICS THE WESTCOAST SOUNDS
トヨタ自動車提供。
DJ：ジョー・シプリアーノ、10:00 - 11:00枠内放送（1989年6月スタート時 - 1993年9月）
TOYOTA CRUISIN' THE U.S.A.
トヨタ自動車提供、上記の後継コーナー。
DJ：タミ・ハイディ、10:00 - 11:00枠内放送（1993年10月 - 1994年9月）
FRESH COLLECTION
7:00 - 7:45枠コーナー、1994年10月から
ACTIVE COLLECTION
8:00 - 8:45枠コーナー、1994年10月 - 1996年3月。2000年 - 2001年当時も、7:15 - 7:45枠で再開されていた。
POWER COLLECTION
8:00 - 8:45枠コーナー、提供は日本電気（NEC）（1996年4月から）→ BIGLOBE（2000年当時 - 2001年3月まで）。上記『ACTIVE COLLECTION』の後継コーナー
FAVORITE COLLECTION
9:00 - 9:45枠コーナー、1994年10月から。提供は三菱電機ビルテクノサービス（1997年3月まで）→ WOWOW（1997年4月 - 1998年3月）
JR西日本 Rail Star COLLECTION
9:00 - 9:45枠コーナー、西日本旅客鉄道提供。上記『FAVORITE COLLECTION』の後継コーナー（1999年 - 2005年）
TOYOTA SUNDAY MORNING JAM
10:00 - 11:00枠コーナー、1994年10月から
トヨタ自動車提供、上記『TOYOTA CRUISIN' THE U.S.A.』の後継コーナー。
KENWOOD CRUSING COLLECTION
ケンウッド（現：JVCケンウッド）提供。最新の音楽情報をフィーチャーし、ドライブミュージックに合うCDを紹介する。以下のコーナー構成で行なっていた。
NEW RELEASE NAVIGATION - アルバムのリリース情報とアーティスト情報を、リスナーがCDショップに走りたくなるような形で紹介していた。
DRIVING FEATURE - 毎週1アーティストをピックアップして紹介し、最新情報などを交えてオンエアしていた。
MITSUBISHI MORTORS HEART-BEAT COLLECTION
三菱自動車提供。日曜のドライブをグルーヴィーに盛り上げるコーナーとして、ドライブが楽しくなるような楽曲を選曲し、リクエストを前面にフィーチャーしていた。以下のコーナー構成で行なっていた。
HEART-BEAT INFORMATION - 11時台からでも行けるドライブスポットを紹介していた。
ARTIST VOICE - 当日インストアライブやコンサートがあるアーティストからの一言メッセージを紹介していた。